# Stewart (Colombie-Britannique)
Pour les articles homonymes, voir Stewart.
Stewart est un bourg canadien de la côte nord-ouest de la Colombie-Britannique, à la frontière avec l'Alaska. Il dépend du district régional de Kitimat-Stikine. Peuplé de 500 habitants, c'est une localité minière et portuaire créée à la fin du XIXe siècle. Elle se situe au fond du chenal Portland qui recoupe la chaîne Côtière et lui donne son accès à l'océan Pacifique dont l'influence donne au bourg un climat océanique très humide. Stewart est connu pour sa forte présence d'ours noirs et de grizzlis.

## Histoire

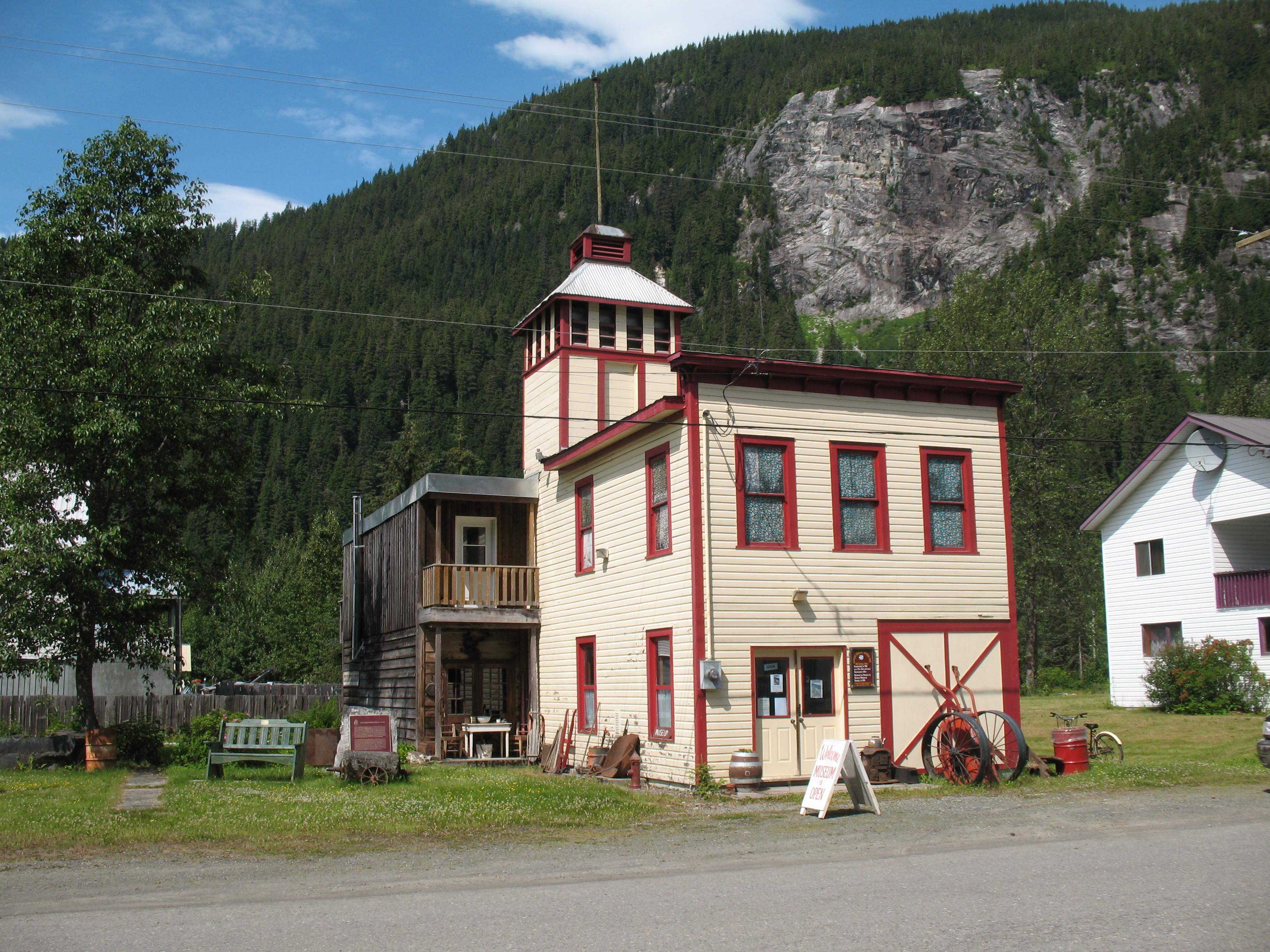
Musée de Stewart, ancienne caserne des pompiers

Au XIXe siècle la région est occupée par la tribu amérindienne des Skam-a-kounst qui en sont chassés entre 1895 et 1867 par les tribus haïda et nisga'a.
Dès 1898, des chercheurs d'or viennent prospecter, sans succès, les rivières locales. En 1902, ils sont suivis par les frères Stewart, deux entrepreneurs miniers qui connaissent plus de succès et fondent la cité en 1906.
On estime que vers 1910, la population de Stewart et celle de Hyder, la ville jumelle côté Alaska, représentent au cumul près de 10 000 habitants. La cité minière possède une importante scierie, dispose du télégraphe, d'une centrale électrique, d'hôtels, églises et est desservie par des lignes maritimes régulières. Elle doit sa richesse à la proximité de nombreuses mines d'or et d'argent. En 1918, est développé l'important gisement d'or de Premier, en sommeil depuis 1996. Le bourg est incorporé en municipalité en mai 1930 sous le statut de Village ,.

## Situation
Stewart se situe à l'extrémité amont du chenal Portland, à l'embouchure du fleuve Bear, à 200 km du détroit d'Hécate. Le chenal et le fleuve s'inscrivent dans une profonde vallée qui entaille selon une direction grossièrement nord-sud la chaîne Côtière au niveau des chainons Frontaliers. Les montagnes environnantes peuvent dépasser 2 000 m comme au Mont Magee (2 017 m) et sont recouvertes de glaciers qui peuvent former de vastes champ de glace tel le Cambria (750 km²).

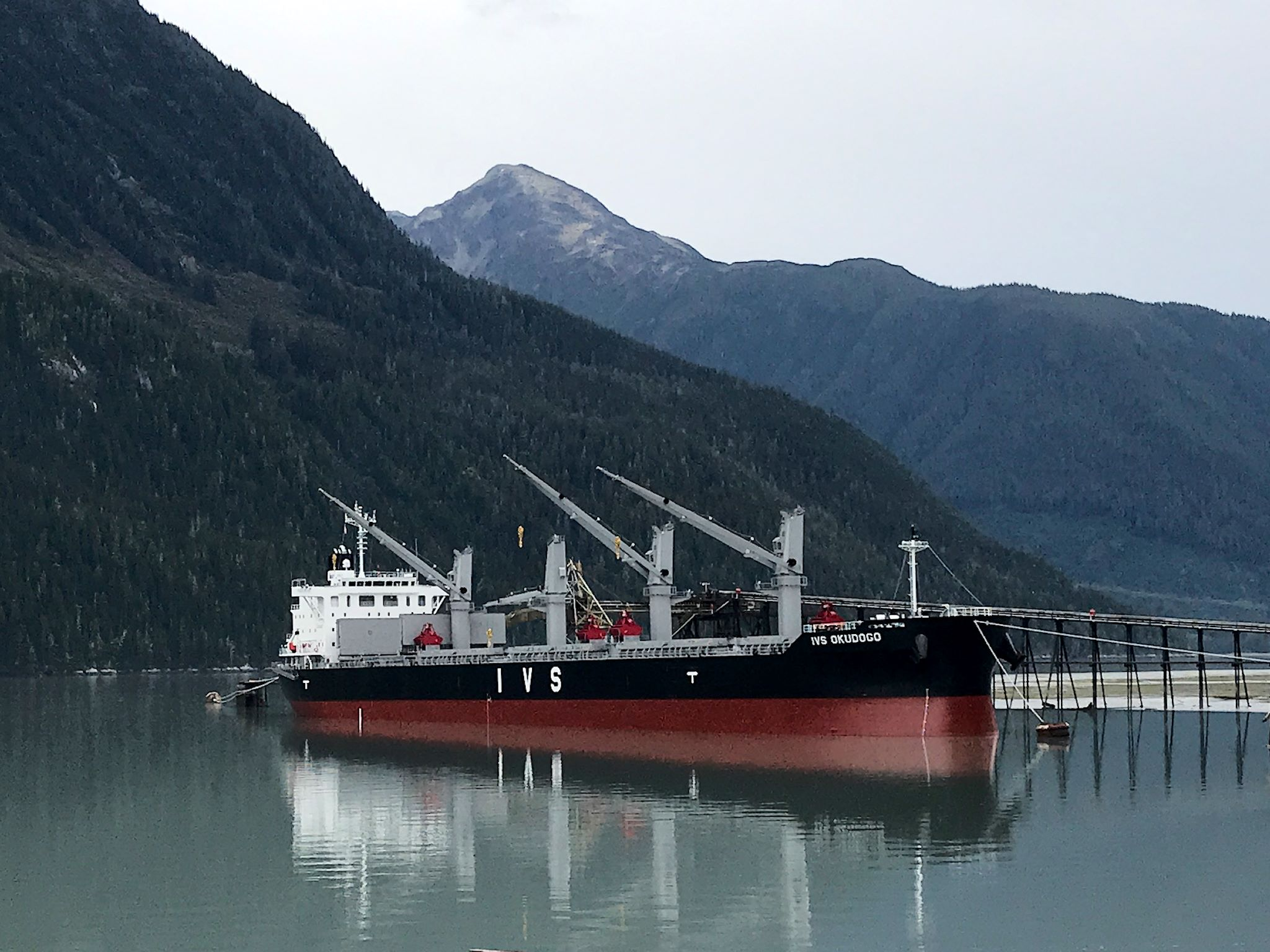
Cargo au port

Le village est relié par la route 37A au reste de la province, une branche de la route interprovinciale 37. Cette route rejoint Hyder située, 4 km au sud, en Alaska. La zone minière à l'ouest de la municipalité n'est accessible qu'en passant par cette localité alaskienne d'où part la route du Granduc.
Le village est desservi par un aérodrome (code IATA : ZST, code OACI : CZST) et une base d'hydravion (code OACI : CAC9) mais sans lignes régulières. Les installations portuaires permettent d'accueillir aussi bien des plaisanciers que des cargos de type vraquier ou roulier. Toutefois, aucune ligne régulière de traversier ne dessert Stewart,,.

## Administration
Stewart est une municipalité de district depuis 1968. Elle dispose d'un maire et de six conseillers. Le village fait partie du district régional de Kitimat-Stikine. Il y nomme un des douze directeurs disposant d'une voix sur 26.
| -2008-2011,          | 2011-2018,    | 2018-2022, | 2022-2026            |
| -------------------- | ------------- | ---------- | -------------------- |
| Angela Brand-Danuser | Galina Durant | Gina McKay | Angela Brand-Danuser |

## Démographie
La population de la municipalité de Stewart a connu une très forte diminution au cours des 30 dernières années. Cette chute de plus de 50% se concentre essentiellement au début des années 90.
| 1991  | 1996 | 2001 | 2006 | 2011 | 2016 | 2021 |
| ----- | ---- | ---- | ---- | ---- | ---- | ---- |
| 1 151 | 858  | 661  | 496  | 494  | 401  | 517  |

## Climat
Le climat de Stewart est un climat tempéré océanique, classé Cfb dans la classification de Köppen. Ce climat est celui qui règne dans la vallée du Bear où est situé le village, toutefois une grande partie du territoire municipal connaît un climat de montagne plus rigoureux.

Il est marqué par des précipitations très importantes, supérieures à 1,80 m, à plus des 2/3 sous forme de pluie et le reste sous forme de neige. Septembre à janvier sont les mois les plus arrosés avec des précipitation qui excèdent 20 cm par mois. À l'inverse, d'avril à juillet les précipitations passent sous le 10 cm par mois. Les chutes de neige sont importantes : 5,7 m par an et dépassent 1 m de novembre à janvier. 
| Mois                                  | jan.      | fév.       | mars       | avril      | mai       | juin      | jui.    | août      | sep.      | oct.       | nov.       | déc.       | année         |
| ------------------------------------- | --------- | ---------- | ---------- | ---------- | --------- | --------- | ------- | --------- | --------- | ---------- | ---------- | ---------- | ------------- |
| Température minimale moyenne (°C)     | −5,5      | −4,5       | −2         | 1,1        | 5,5       | 8,9       | 10,4    | 9,8       | 7,4       | 3,6        | −1,7       | −4,3       | 2,4           |
| Température moyenne (°C)              | −3        | −1,1       | 1,9        | 6,1        | 10,7      | 13,9      | 15,1    | 14,3      | 11,1      | 6,3        | 0,6        | −2,1       | 6,1           |
| Température maximale moyenne (°C)     | −0,5      | 2,3        | 5,8        | 11         | 15,8      | 18,9      | 19,8    | 18,8      | 14,7      | 8,9        | 2,7        | 0,1        | 9,9           |
| Record de froid (°C) date du record   | −30 1917  | −28,3 1936 | −23,3 1918 | −13,9 1936 | −5,6 1954 | −2,8 1955 | 0 1957  | 0 1948    | −3,9 1943 | −12,8 1935 | −24,8 1985 | −26,1 1933 | −30 30/1/1917 |
| Record de chaleur (°C) date du record | 13,3 1931 | 13,3 1927  | 17,1 2016  | 25,5 2005  | 31,7 1963 | 35 2004   | 33 1991 | 32,7 1977 | 27,8 1928 | 20,6 1918  | 14,4 1923  | 11,2 2002  | 35 12/6/1969  |
| Ensoleillement (h)                    | 25,7      | 40         | 73,5       | 119,8      | 157,7     | 145       | 138,1   | 126,5     | 85,2      | 39,9       | 19,7       | 14,4       | 985,4         |
| Précipitations (mm)                   | 238       | 137        | 121,8      | 89,1       | 72,3      | 65,6      | 73      | 122,4     | 217,3     | 278        | 230,1      | 222,2      | 1 866,8       |
| dont neige (cm)                       | 162,8     | 85,6       | 38,8       | 15,8       | 0,5       | 0         | 0       | 0,1       | 0         | 9,7        | 112,7      | 144,3      | 570,2         |
| Nombre de jours avec précipitations   | 20        | 15,1       | 18,2       | 16,6       | 16,1      | 15,4      | 16,4    | 17,4      | 20,2      | 23,3       | 21,4       | 20,5       | 220,5         |
| Humidité relative (%)                 | 86        | 79,6       | 70,1       | 57,4       | 52,8      | 58,3      | 65,3    | 70,4      | 77,3      | 80,8       | 87,7       | 89,5       | 72,9          |
| Nombre de jours avec neige            | 14,3      | 9,2        | 7,2        | 2,5        | 0,08      | 0         | 0       | 0,04      | 0         | 1,7        | 10,8       | 14,7       | 60,6          |

| Diagramme climatique                                  |            |            |           |             |             |            |              |              |           |              |              |
| J                                                     | F          | M          | A         | M           | J           | J          | A            | S            | O         | N            | D            |
| −0,5−5,5238                                           | 2,3−4,5137 | 5,8−2121,8 | 111,189,1 | 15,85,572,3 | 18,98,965,6 | 19,810,473 | 18,89,8122,4 | 14,77,4217,3 | 8,93,6278 | 2,7−1,7230,1 | 0,1−4,3222,2 |
| Moyennes : • Temp. maxi et mini °C • Précipitation mm |            |            |           |             |             |            |              |              |           |              |              |